# Elniekumpie
Elniekumpie (lit. Elniakampis; hist.: pol. Elnokumpie, lit. Velniakampis) – wieś na Litwie, w okręgu wileńskim, w rejonie wileńskim, w gminie Suderwa, nad Wilią.

## Warunki naturalne
Elniekumpie położone są przy zakolu Wilii, przy ujściu do niej Elny, na której znajduje się tu jezioro Elniekumpie i do której we wsi wpada Wajgoła. Miejscowość położona jest na terenie Wilejskiego Parku Regionalnego.

## Historia
W Rzeczypospolitej Obojga Narodów leżało w województwie wileńskim, w powiecie wileńskim. Było własnością biskupów wileńskich. Odpadło od Polski w wyniku III rozbioru.
W XIX i w początkach XX w. położone było w Rosji, w guberni wileńskiej, w powiecie wileńskim. W 1815 zmarł tu biskup wileński Hieronim Stroynowski SP. W II poł. XIX w. należało do Ogińskich i znane było z blicharni płótna.
Po I wojnie światowej pod administracją polską, w Zarządzie Cywilnym Ziem Wschodnich. W latach 1920–1922 w składzie Litwy Środkowej.
Od 11 kwietnia 1922 leżało w Polsce, w województwie wileńskim, w powiecie wileńsko-trockim, w gminie Mejszagoła, przy granicy z Litwą, którą stanowiła tu Wilia. W 1931 miejscowość liczyła:
- kolonia Elniekumpie – 61 mieszkańców, zamieszkałych w 12 budynkach
- majątek Elniekumpie – 10 mieszkańców, zamieszkałych w 3 budynkach[1].

Na początku lat 20. XX w. mieściła się tu placówka 4 Batalionu Celnego, a następnie 4 Batalionu Straży Granicznej.
Po II wojnie światowej w granicach Związku Sowieckiego. Od 1991 na niepodległej Litwie.